# احتلالات الحرم الجامعي المؤيدة لفلسطين في جامعة أمستردام عام 2025
احتجاجات طلاب جامعة أمستردام 2025 هي سلسلة من المظاهرات والمخيمات المستمرة التي بدأها الطلاب والموظفون في جامعة أمستردام في هولندا. في أعقاب عدة احتجاجات أصغر حجماً في وقت سابق من ذلك العام، أقام المتظاهرون في 7 مايو/أيار 2025 معسكراً على أرض الجامعة للمطالبة بقطع الجامعة جميع العلاقات الأكاديمية والمالية مع المؤسسات والشركات الإسرائيلية رداً على حرب غزة المستمرة والإبادة الجماعية للفلسطينيين. وتشكل هذه الاحتلالات جزءًا من موجة أوسع من الاحتجاجات المؤيدة للفلسطينيين في الجامعات الهولندية والدولية التي تدعو إلى مقاطعة أكاديمية وسحب الاستثمارات من المؤسسات الإسرائيلية.

## خلفية
بدأت الاحتجاجات ضد الحرب في غزة وعلاقات الجامعات الهولندية مع المؤسسات الإسرائيلية في وقت مبكر من أكتوبر 2023، لكنها تصاعدت في عام 2025 بعد زيادة الوعي بجرائم الحرب التي ارتكبها الجيش الإسرائيلي. مستلهمين احتجاجات مماثلة في الحرم الجامعي في الولايات المتحدة وأوروبا، طالب المتظاهرون في جامعة أمستردام بإنهاء فوري لجميع التعاون المؤسسي مع المنظمات الأكاديمية والبحثية الإسرائيلية، بالإضافة إلى الشفافية الكاملة بشأن مثل هذه العلاقات.

## الاحتجاجات والمخيمات

### احتلال ماجدنهاوس
في صباح يوم 14 أبريل/نيسان، دخل ما بين 50 و100 ناشط مؤيد للفلسطينيين إلى مبنى ماجدنهاوس، وأمروا الموظفين بالمغادرة وقاموا بإغلاق المداخل. رفع المتظاهرون الأعلام الفلسطينية واللافتات من النوافذ، ورسموا شعارات مثل "غزة حرة" و"جامعة أمستردام اقطعوا العلاقات الآن" على الجدران، وقلبوا الكراسي أو وضعوها في كومة لمنع مخارج الطوارئ، وأطلقوا الصواريخ الخضراء والحمراء.
وطالبت المجموعة الجامعة بقطع كافة علاقاتها مع الجامعات الإسرائيلية فوراً، مؤكدة أن تعليق التعاون مع الجامعة العبرية في القدس غير كافٍ. ورفضت الهيئة التنفيذية لجامعة أمستردام التفاوض مع المحتلين الملثمين وقدمت تقريرا للشرطة. اشتبك العشرات من المؤيدين خارج المبنى مع الشرطة أثناء محاولتهم اختراق الحواجز.
أخلت الشرطة مبنى ماجدنهويس بحلول نهاية اليوم، وأزالت جميع المتظاهرين المتبقين. أدى الاحتلال إلى أضرار جسيمة في الممتلكات، بما في ذلك التخريب والكتابة على الجدران ونهب المقصف.

### احتلال حرم روتيرسيلاند
في الثاني من يونيو/حزيران، أعاد المتظاهرون إقامة مخيم احتجاجي في حرم جامعة أمستردام في منطقة روتيرسيلاند، مطالبين الجامعة بقطع جميع العلاقات مع المؤسسات والشركات الإسرائيلية التي يزعم أنها متواطئة في الإبادة الجماعية المستمرة في غزة. وقد اجتذب الاحتجاج، الذي جاء في أعقاب إجراءات مماثلة في وقت سابق من شهر مايو، ما يزيد على 50 مشاركًا بسرعة واستمر في النمو طوال اليوم.
أطلق المتظاهرون على الحرم الجامعي اسم " حرم علاء النجار " تخليدًا لذكرى الدكتورة علاء النجار، طبيبة الأطفال من غزة التي فقدت تسعة من أطفالها في غارة جوية إسرائيلية في 23 مايو. تميز المخيم بالخيام واللافتات والبرامج اليومية بما في ذلك الدروس وورش العمل والخطابات التي يلقيها الطلاب وأعضاء هيئة التدريس.
وتأتي الاحتجاجات المتجددة في ظل المناقشات المستمرة داخل الجامعة. في أواخر شهر مايو/أيار، حث كل من مجلس العمل ومجلس الطلاب في جامعة أمستردام إدارة الجامعة علناً على تعليق جميع أشكال التعاون مع المؤسسات الأكاديمية الإسرائيلية، مشيرين إلى مخاوف بشأن التواطؤ في انتهاكات حقوق الإنسان.

## ردود الفعل
وأدان المجلس التنفيذي لجامعة أمستردام، برئاسة البروفيسور إديث هوج، الاحتلال والتخريب، مؤكدًا أنه في حين يُسمح بالاحتجاج السلمي، فإن الترهيب والتخريب غير مقبولين. ولم تتفاعل الجامعة بشكل جوهري مع المحتلين الملثمين ولكنها أكدت التزامها بفتح الحوار والنقاش حول الصراع في غزة.
في 31 مايو/أيار، اعترف رئيس جامعة أمستردام بيتر بول فيربيك، لأول مرة، علناً بالإبادة الجماعية المستمرة في غزة خلال اجتماع جامعي، قائلاً: "لا يمكننا أن نتجاهل حقيقة العنف الإبادي الذي يتكشف". ومع ذلك، وحتى أوائل شهر يونيو/حزيران، لم تكن إدارة الجامعة قد اعتمدت بعد توصيات المجالس بتعليق العلاقات مع المؤسسات الإسرائيلية بشكل كامل.
وفي وقت سابق من هذا العام، أعلنت جامعة أمستردام أنها ستعلق إلى أجل غير مسمى برامج التبادل الطلابي مع الجامعة العبرية، وذلك بناء على توصيات من لجنة عينتها الجامعة بشأن "الشراكات الحساسة". وجاء القرار بناء على مخاوف بشأن علاقات الجامعة بالجيش الإسرائيلي وفشلها في النأي بنفسها عن انتهاكات حقوق الإنسان المزعومة في غزة. يمكن للطلاب الإسرائيليين الموجودين بالفعل في أمستردام إكمال دراستهم، ولكن التبادلات الجديدة متوقفة. منذ الاحتجاجات، ادعت الجامعة أنها ستنظر في كل تعاون وتقييم مستقبله على أساس كل حالة على حدة، ولكن حتى الآن لم يتم قطع المزيد من العلاقات.
بعد احتلال الحرم الجامعي في روترسايلاند في يونيو، بدأت بعد ذلك بوقت قصير المحادثات بين المتظاهرين ومسؤولي الجامعة، بما في ذلك رئيس الجامعة ماجنيفيكوس بيتر بول فيربيك والعمداء كريستا بوير وماريكي دي جويدي. وقد أدت هذه المناقشات إلى ستة اتفاقيات أولية، بما في ذلك إجراء تحقيق أخلاقي داخلي سريع في علاقات الجامعة مع جامعة تل أبيب والالتزام بالتشاور مع الهيئات الاستشارية التمثيلية بشأن هذه المسألة. وأعلنت الجامعة أيضًا عن خطط للسعي إلى اتخاذ إجراءات مشتركة بين الجامعات الهولندية من خلال مطالبة المفوضية الأوروبية بمراجعة التعاون البحثي مع إسرائيل في إطار برنامج أفق أوروبا. بالإضافة إلى ذلك، تعهدت جامعة أمستردام بإرسال خطاب عاجل إلى الحكومة الهولندية تحثها فيه على اتخاذ موقف أقوى تجاه العمليات العسكرية الإسرائيلية في غزة. وبحلول الرابع من يونيو/حزيران، انهارت المفاوضات. وأعلن المتظاهرون أنهم لا يرون "مجالا لمزيد من المحادثات"، مشيرين إلى رفض الإدارة النظر في قطع العلاقات مع المؤسسات الإسرائيلية أو حتى تجميد تشكيل مؤسسات جديدة. أعربت جامعة أمستردام عن أسفها لانهيار الحوار لكنها أكدت أنها ستواصل تنفيذ الإجراءات التي تم الاتفاق عليها سابقًا. وذكرت الجامعة أيضًا أنها لن تتقدم بدعوى قضائية ضد المتظاهرين، بشرط أن يظل الاحتلال سلميًا.
وأكد رئيس الجامعة فيربيك أن موقف الجامعة تطور مقارنة بالمظاهرات السابقة، حيث اعترفت الجامعة علناً بأن هناك إبادة جماعية تجري في غزة. ومع ذلك، فقد وصف الوضع بأنه معضلة أخلاقية، مؤكداً على صعوبة تحقيق التوازن بين البيئة الأكاديمية المفتوحة والحاجة إلى تجنب التواطؤ في انتهاكات حقوق الإنسان.

## روابط خارجية
- موقع إلكتروني من المتظاهرين يوضح الروابط بين الجامعات الهولندية والشركات والمعاهد الإسرائيلية